# Bernd Storz

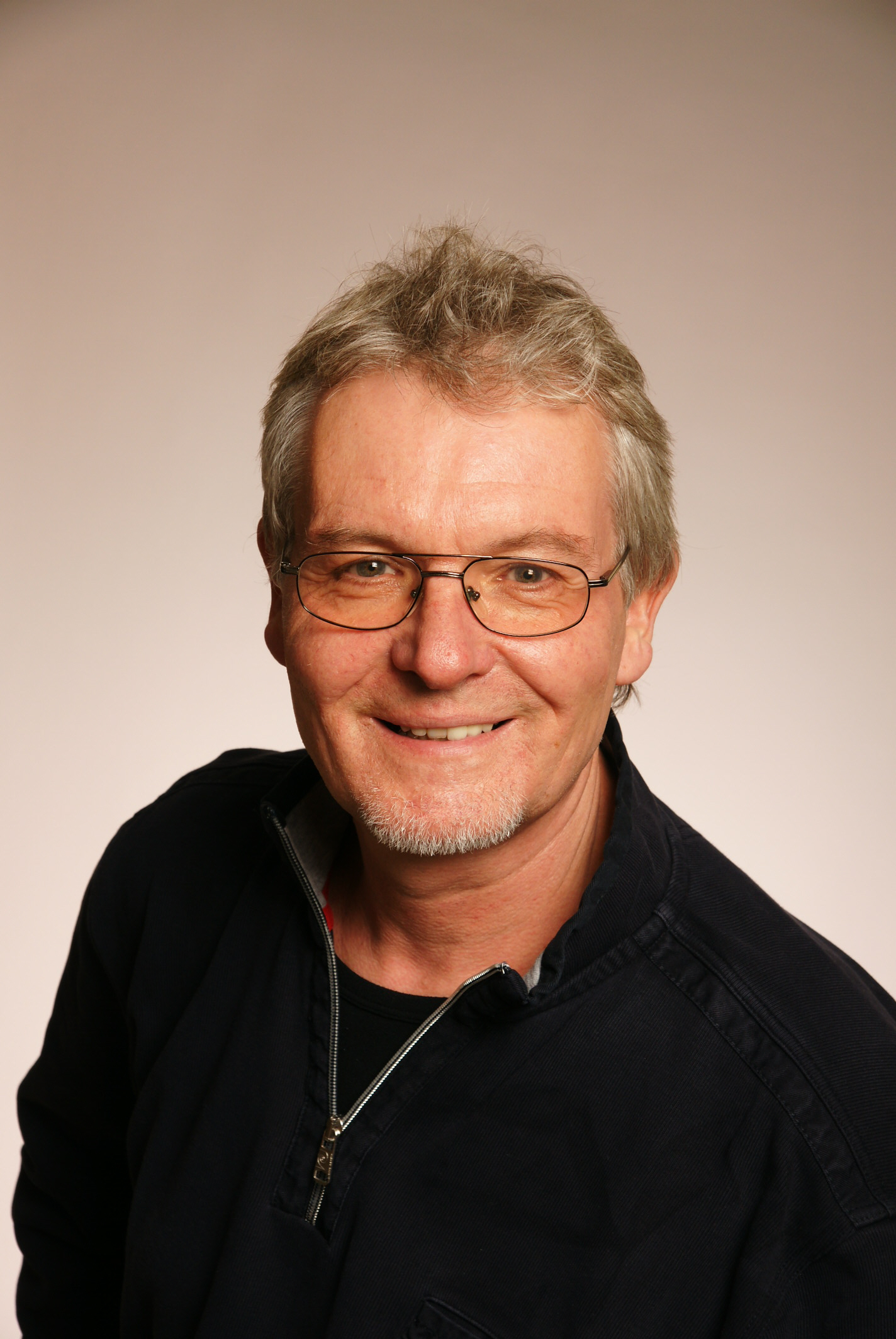
Bernd Storz 2016

Bernd Storz (* 27. August 1951 in Ravensburg) ist ein deutscher Schriftsteller und Autor von Gedichten, Drehbüchern, Hörspielen, Romanen und Theaterstücken.

## Werdegang
Bernd Storz studierte Pädagogik, Psychologie und Soziologie an der Eberhard Karls Universität Tübingen. Zunächst arbeitete er als Diplompädagoge an der Psychologischen Beratungsstelle des Landkreises Esslingen in Nürtingen und war 1990 bis 2001 Geschäftsführer der Hans Thoma-Gesellschaft – Kunstverein Reutlingen. 1983 veröffentlichte er seinen ersten Gedichtband Flurschaden; es folgten zahlreiche journalistische Arbeiten zum Thema Bildende Kunst. Ab 1991 schrieb er Drehbücher für Fernsehserien, Hörspiele, gab zahlreiche Kunstbücher heraus und veröffentlichte Essays zum Werk bildender Künstler wie Johannes Dörflinger, Robert Gernhardt, Raimer Jochims, Felix Klee, Werner Pokorny, Hanns Schimansky, Emil Schumacher und zahlreichen anderen.
Nach Seminaren in Filmdramaturgie bei Thomas Jean Lehner, Keith Cunningham und Tom Schlesinger arbeitete er von 2003 bis 2014 als Trainer für Scriptentwicklung beim drehbuchcamp e.V. in Freiburg und Wiesbaden, einer Weiterbildungsveranstaltung der medienakademie ARD.ZDF, der Hessischen Filmförderung und der Filmförderung der Medien- und Filmgesellschaft Baden-Württemberg. Seit 2001 lebt er als freier Schriftsteller in Reutlingen und schreibt Theaterstücke, Hörspiele, Kriminalromane, Gedichte und Bücher zur Geschichte. Darüber hinaus ist er als Gastdozent für Szenisches Erzählen und Drehbuch u. a. an den Universitäten Freiburg, Konstanz, Mannheim, Stuttgart, Hildesheim und Tübingen tätig. 2014 gründete er mit Andreas Kirchgäßner das Story-Camp e.V., eine Einrichtung zur Aus- und Fortbildung von Autoren.
Er ist Mitglied im Verband deutscher Schriftstellerinnen und Schriftsteller (VS), in der Autorengruppe deutschsprachige Kriminalliteratur – Das Syndikat und im Friedrich-Bödecker-Kreis Baden-Württemberg.
Seine Kriminalromane der Francesca Molinari-Reihe sind durch die Auswahl international bekannter regionaler Schauplätze gekennzeichnet. So spielt Quadratisch käuflich tot in der Schokoladenfabrik der Firma Ritter Sport in Waldenbuch und im Museum Ritter, Mord im Outlet in der Outlet-City von Metzingen und der Industriespionagethriller Die Wespe bei dem weltweit agierenden Automobilzulieferer ElringKlinger in Dettingen a.d. Erms.
Sein Psychothriller Ein Deal á la Hitchcock wurde mehrfach von Bühnen in Deutschland und der Schweiz zur Aufführung gebracht.

## Rezensionen
„Künstlerische Arbeiten hat Bernd Storz lyrisch begleitet und oft seine eigene, feinnervige, auch gefühlvolle Dichtkunst entstehenden Werken hinzugesellt.“ Thorsten Paprotny: Die Zerbrechlichkeit der Welt. Bernd Storz dichtet in „Sommergespräche“ über Sehnsüchte und Erinnerungen. In: literaturkritik.de, 2021.
„Die lyrische Prosa von Bernd Storz besitzt Präzision und jene dichterische Aufhellungsgabe, die mal kritisch, mal mehr intuitiv aus der Dichte der Metapher heraus den Dingen auf den Grund geht.“ Hansdieter Werner. In: Reutlinger Generalanzeiger. 31. Oktober 1987; über Spuren.
„Außergewöhnlich ist neben seiner spannenden Dramaturgie aber seine sprachliche Qualität. Bernd Storz formuliert geradeheraus, ohne jemals banal zu werden und erfindet glaubwürdige, die Handlung geschickt vorantreibende Dialoge. So macht Krimi lesen Spaß.“ Monique Cantré. In: Reutlinger General-Anzeiger. 27. März 2009 über Gedanken lesen. Mara Zielinski ermittelt in Esslingen a. N.
„Bernd Storz erzählt detailfreudig, präzise und überaus unterhaltsam. Würden die Schulbuchverlage ihre Bücher so gestalten wäre das Thema Geschichte bei den Kids sicher höher angesiedelt.“ www.fachbuchkritik.de vom 6. Juli 2010; über Reutlingen-Die Engel der Geschichte.
„Jeder Seite merkt man an: Storz hat recherchiert, er weiß, wovon er schreibt. Gerade sein nüchtern-schnörkelloser Erzählstil zieht den Leser hinein.“ Armin Knauer. In: Reutlinger Generalanzeiger. 23. Dezember 2015, über Die Wespe.
„Bernd Storz macht aus Hitchcocks Krimi ein intensives Kammerspiel: Spannend bis zum Schluss.“ 

Rosemarie Tillessen zur Schweizer Erstaufführung von Ein Deal à la Hitchcock. Laxdal-Theater Kaiserstuhl AG (Regie: Peter Niklaus Steiner). In: Südkurier. 14. Oktober 2015.